# Mariano Castets
Mariano Castets (Bahía Blanca, Buenos Aires, 25 de mayo de 1983) es un baloncestista argentino con nacionalidad italiana. Con 1,83 metros de altura, juega en la posición de base. 

## Trayectoria

### Clubes
| Club                           | País      | Año         |
| ------------------------------ | --------- | ----------- |
| Estudiantes de Bahía Blanca    | Argentina | 2000 - 2003 |
| Sedima Roseto                  | Italia    | 2003 - 2004 |
| Tris Reggio Calabria           | Italia    | 2004        |
| Sedima Roseto                  | Italia    | 2004        |
| Garofoli Osimo                 | Italia    | 2005        |
| Estudiantes de Bahía Blanca    | Argentina | 2005 - 2006 |
| CB Plasencia                   | España    | 2006        |
| El Nacional Monte Hermoso      | Argentina | 2006 - 2008 |
| Ben Hur                        | Argentina | 2008 - 2009 |
| El Nacional Monte Hermoso      | Argentina | 2009        |
| Oberá                          | Argentina | 2009 - 2010 |
| Asociación Española de Charata | Argentina | 2010 - 2011 |
| Deportivo Patagones            | Argentina | 2011        |
| Peñarol de Mar del Plata       | Argentina | 2011        |
| Ciudad de Bragado              | Argentina | 2012        |
| Monte Hermoso Basket           | Argentina | 2012 - 2014 |
| Jacareí Basquete               | Brasil    | 2014        |
| Ceferino Alianza Viedma        | Argentina | 2015        |
| Olimpo de Bahía Blanca         | Argentina | 2015 - 2016 |
| Petrolero Argentino            | Argentina | 2016 - 2017 |
| Estudiantes de Bahía Blanca    | Argentina | 2018        |
| Liniers de Bahía Blanca        | Argentina | 2023        |
| Estudiantes de Bahía Blanca    | Argentina | 2023 - 2024 |